# Sepulcro de Hilário Fusco

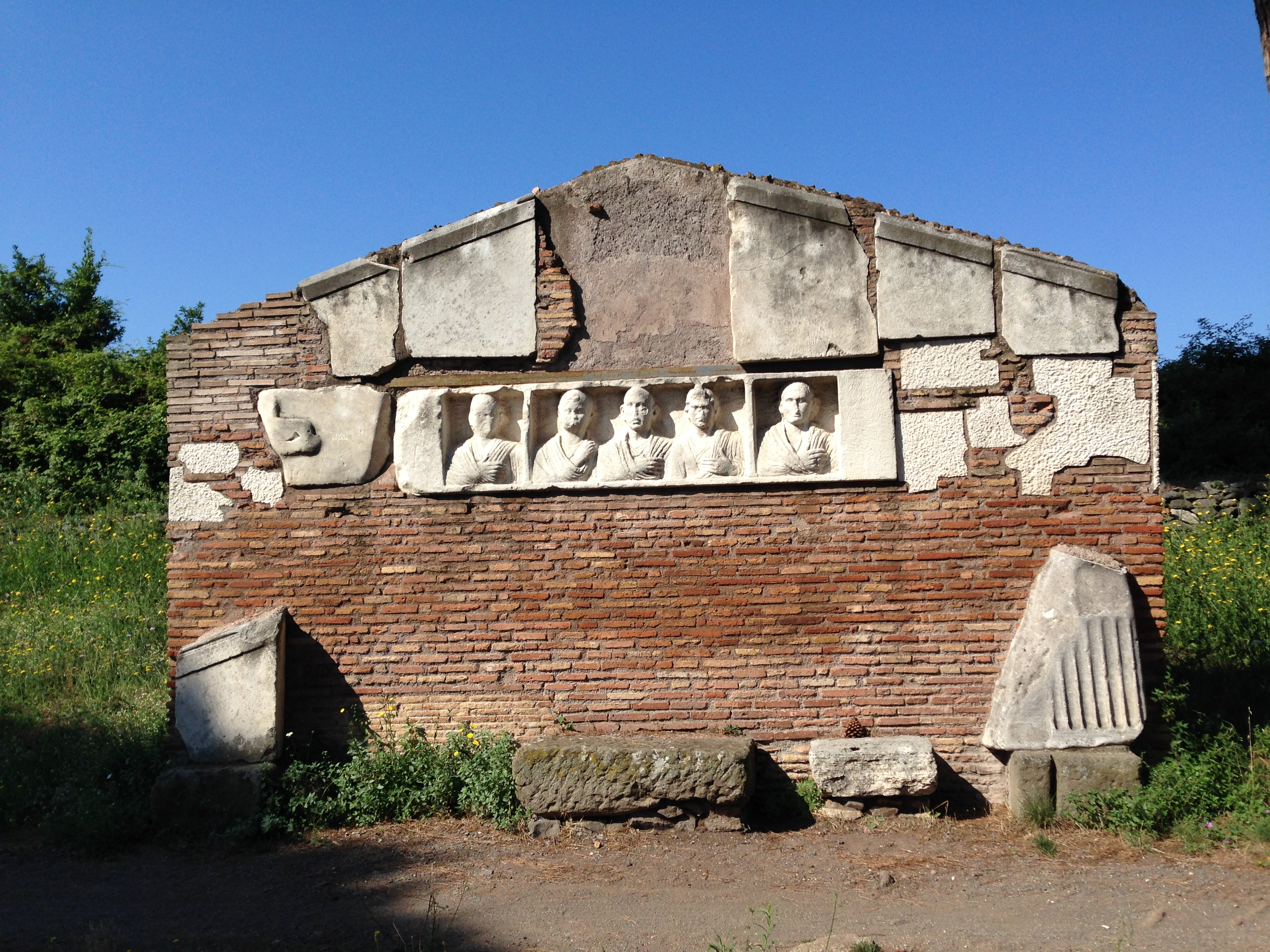
Sepulcro de Hilário Fusco.

Sepulcro de Hilário Fusco (em latim: Hilarus Fuscus; em italiano:  Ilario Fusco) é um monumento funerário localizado na Via Ápia Antiga (perto do nº 178), no quartiere Ardeatino de Roma. Este monumento fica no interior do Parque Arqueológico da Via Ápia Antiga no trecho entre a região conhecida como Capo di Bove e a 4ª milha, a cerca de 40 metros para o sul do Túmulo dos Licínios e do chamado "Sepulcro Dórico".

## História
O monumento atual tem o formato de uma fachada de um pequeno templo romano construída em tijolos por Luigi Canina na metade do século XIX no formato correspondente ao antigo monumento original. Entre os fragmentos de mármore recuperados no local e incorporados na fachada está, no centro, um relevo dividido em três nichos; o central é composto por bustos de cinco pessoas retratadas frontalmente. O casal no meio é representado no gesto da "dextrarum iunctio", um tema muito difundido na romana e cristã primitiva para representar o rito nupcial, para expressar a fidelidade dos cônjuges, mas que, no contexto funerário, expressa também a despedida do casal na hora da morte.
Da época augustana (c. 30 a.C.), o original está preservado no Museu Nacional Romano e o que se vê hoje é uma cópia em cimento. Na parte mais alta da parede, Canina colocou uma inscrição de um período posterior que indicava o nome do defunto, um certo Hilário Fusco, destruída em algum momento entre 1978 e 1998.